# جان فرانسوا لو غال
جان فرانسوا لو غال (بالفرنسية: Jean François Le Gall)‏(من مواليد 15 نوفمبر 1959) هو عالم رياضيات فرنسي يعمل في مجالات نظرية الاحتمالات مثل الحركة البراونية، عمليات ليفي، العمليات الفائقة وعلاقاتها بالمعادلات التفاضلية الجزئية، الأشجار العشوائية، العمليات المتفرعة، الائتلاف العشوائي والخرائط مستو عشوائي. حصل على الدكتوراه في عام 1982 من جامعة بيير وماري كوري (باريس السادس) تحت إشراف مارك يور. يعمل حاليًا أستاذاً بجامعة باريس الجنوبية في أورساي، وهو عضو بارز في معهد فرنسا الجامعي. انتخب لأكاديمية العلوم الفرنسية، ديسمبر 2013.
حصل على جائزة رولو ديفيدسون في عام 1986، جائزة لوف في عام 1997، وجائزة فيرمات في عام 2005. وكان مستشار أطروحة ما لا يقل عن 11 طالبا بما في ذلك وندلين ويرنر. أيضا حصل على جائزة وولف في الرياضيات لعام 2019.